# 카모헬로 말라치
카모헬로 아벨 말라치(영어: Kamohelo Abel Mahlatsi, 1998년 8월 23일 ~ )은 남아프리카 공화국의 축구 선수로, 포지션은 공격형 미드필더이다.